# Hertha 03 Zehlendorf
El Hertha 03 Zehlendorf es un equipo de fútbol de Alemania que juega en la Regionalliga Nordost, una de las ligas que conforman la cuarta división nacional.

## Historia
El club fue fundado el 10 de marzo de 1903 en la ciudad de Zehlendorf en el estado de Berlín como Germania 03 Zehlendorf. En la primavera de 1909, el FC Hertha 06 Zehlendorf también comenzó a jugar. En 1911, ambos clubes se fusionaron para formar al VfB Zehlendorf 03.
En la temporada 1912/1913 38 miembros del VfB se unieron al BFC Hertha en 1892 como departamento de Zehlendorf, que, sin embargo, ya había eliminado de la BFC en 1914 y como F.C. Hertha 06 Zehlendorf. Este y el VfB Zehlendorf 03 se fusionaron en enero de 1919 para formar el F.C. Hertha 03 Zehlendorf, que a su vez se fusionó con el Union 24 Lichterfelde en 1940. Este club fue absorbido por el Zehlendorfer Ballspiel-Club. El Hertha fue la primera asociación de Berlín en ser una re-licencia del gobierno militar de los EE. UU. después de la Segunda Guerra Mundial de 1948.
Como campeón de la Regionalliga Berlín, el Hertha participó en la ronda de ascenso de la Bundesliga de Alemania en 1969 y 1970, pero fue sólo cuarto en el grupo respectivo de cinco, respectivamente. Además de numerosos exjugadores de la Bundesliga del Hertha BSC, las estrellas del equipo fueron el exjugador nacional Helmut Faeder, el futuro jugador seleccionado nacional Uwe Kliemann y Wolfgang S.hnholz, que formó parte del equipo anfitrión del FC Bayern Múnich desde 1972. En 1970, también se fundaron equipos filiales.
Después de la disolución de las ligas regionales en 1974, el Hertha no se clasificó para la segunda división, que se dividió en el norte y sur en ese momento. Después de cuatro temporadas, el Hertha 03 Zehlendorf se convirtió en campeón del Oberliga Berlín en 1978/79 y luego fracasó en los juegos promocionales para la 2. Bundesliga ante el OSC Bremerhaven por 5:4 y 0:1 y perdió debido a la regla del gol de visitante. Hasta 1990 el Hertha terminó segundo en el Oberliga. En 1998, el club había perdido la cuarta categoría y después de dos temporadas, fue relegado a la Verbandsliga Berlin, quinto nivel en el Oberliga Nordost/Nord. Tras un excelente sexta plaza de la Berlín-League, el club volvió a subir en 2014 a la Oberliga Nordost de la quinta categoría.

## Palmarés
- Campeón de fútbol de Berlín: 4

1969, 1970, 1979, 2014
- Copa de Berlín: 3

1977, 1982, 1989

## Distinciones
- 1990: El club es galardo con la Banda Verde del Dresdner Bank por la mejor obra juvenil de la ciudad
- 1998: Premio Fair Play, que aún no ha sido galardonado con otro club de fútbol en la República Federal de Alemania
- 2002: El nuevo premio del Dresdner Bank con el Cinturón Verde
- 24 premios con la Copa del Senado a la mejor labor juvenil de la Asociación de Fútbol de Berlín.

## Equipo femenino
El primer equipo femenino de Hertha 03 Zehlendorf ha estado jugando principalmente en la cuarta categoría de Berlín-League desde 2013/14. En 2022, el equipo logró avanzar a la Regionalliga Nordost de tercera clase.
Como resultado de la decisión de la asociación berlinesa Hertha BSC de seguir dedicarse al fútbol femenino, entró en una cooperación con Hertha 03. En este contexto, la primera razón para convertirse en miembro de la primera competición. Desde Julio 2023 todos los equipos femeninos fueron entregados a Hertha BSC, que actualmente juega en la liga regional, incluye al primer equipo de la liga regional.